# دروبادي
دروبادي ((بالسنسكريتية: द्रौपदी)‏ ابنة دروبادا))، يشار إليها أيضًا باسم بانشالي، هي البطلة صاحبة القصة المأساوية في الملحمة الهندوسية، ماهابهاراتا. توصف بأنها أجمل امرأة في عصرها. وهي إحدى البانشاكانيا «العذارى الخمسة» بالإضافة إلى أهاليا، وسيتا أو كونتي، تارا، وماندوداري، اللاتي يُعتقد أن ترديد أسمائهن يُزيل الذنوب. بعد حرب كوروكشيترا، فقدت والدها وإخوتها وأطفالها الخمسة.

## روابط خارجية
- Sacred-texts.com
- The Kaurava race of Sri Lanka and the worship of Draupadi
- Karaga Worship is all about Goddess Draupadi